# Sven Lundberg (skådespelare)
För andra betydelser, se Sven Lundberg.
Sven Torsten Lundberg, född 29 mars 1952 i Karlshamns församling i Blekinge län, är en svensk barnskådespelare och sedermera veterinär i Helsingborg. Han innehade titelrollen i filmen Nils Holgerssons underbara resa från 1962.

## Filmografi
- 1962 – Nils Holgerssons underbara resa